# Isla de Coche
La isla de Coche es una isla turística al sur de la Isla de Margarita. Estas dos islas, junto a la de Cubagua, conforman el archipiélago y Estado Nueva Esparta en Venezuela.

## Historia

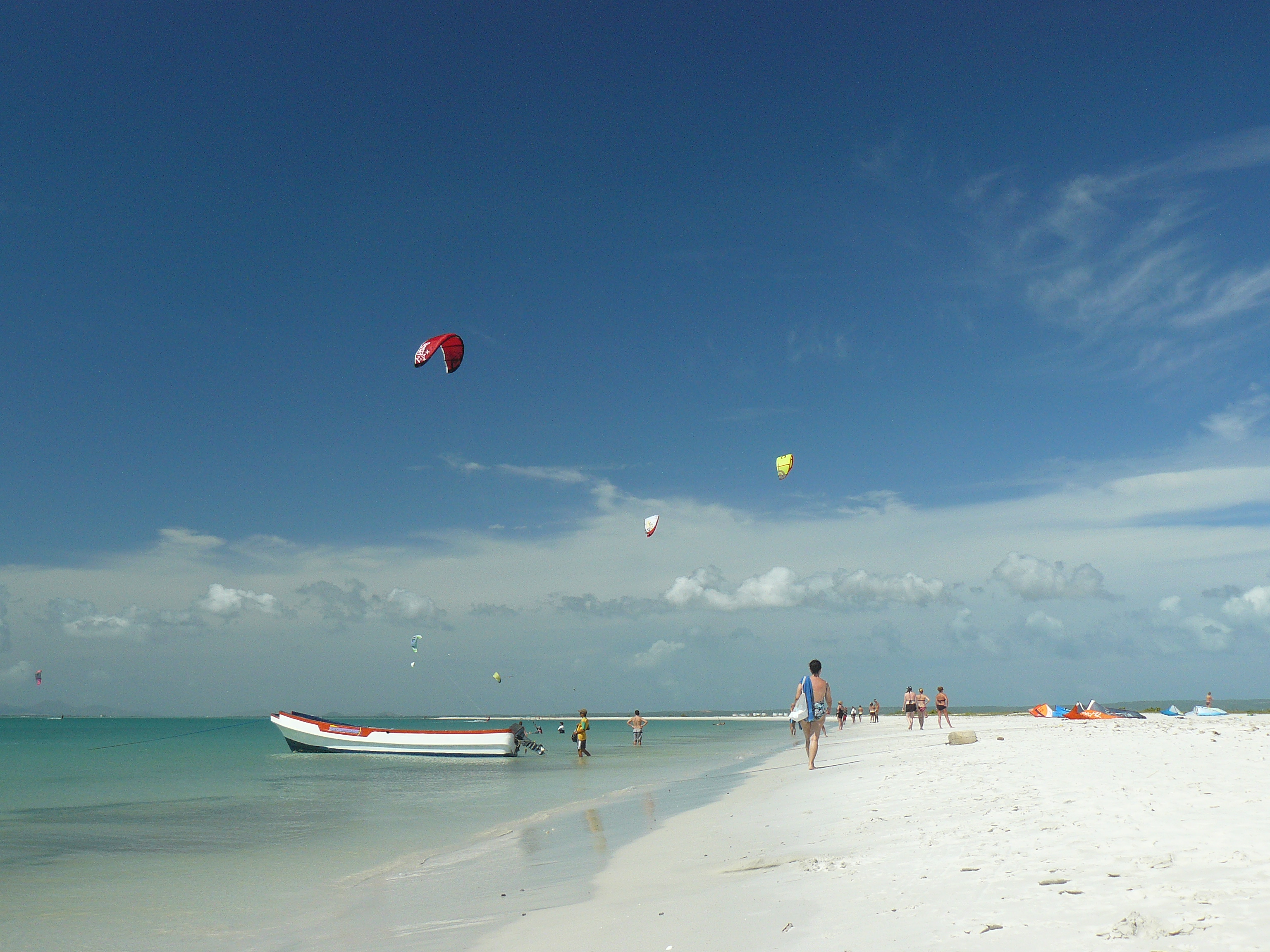
Playas de la isla.

Mapa de Nueva Esparta

A principios del siglo XVI estuvo habitada por colonizadores que explotaban los ricos lechos de perlas y las salinas, descubiertos en 1574, que se explotan desde Pampatar. Coche sufrió el mismo maremoto de 1541 que destruyó a Cubagua, pero no quedó tan severamente dañado como aquella isla.
El 25 de abril de 1815, el navío San Pedro de Alcántara, que había traído al mariscal de campo español Pablo Morillo a la cabeza de 15 mil hombres para aplacar la insurrección en Venezuela, se hundió repentinamente en estas aguas, y aún está allí, en el fondo del mar. En 1907 fue separada del estado Nueva Esparta para incluirla dentro del territorio federal Colón, hasta 1909. En 1914 vuelve a separarse del estado hasta 1928. Fue declarada distrito municipal en 1974, hasta la desaparición de esta categoría administrativa en 1985, convirtiéndose después en el municipio Villalba.

## Geografía

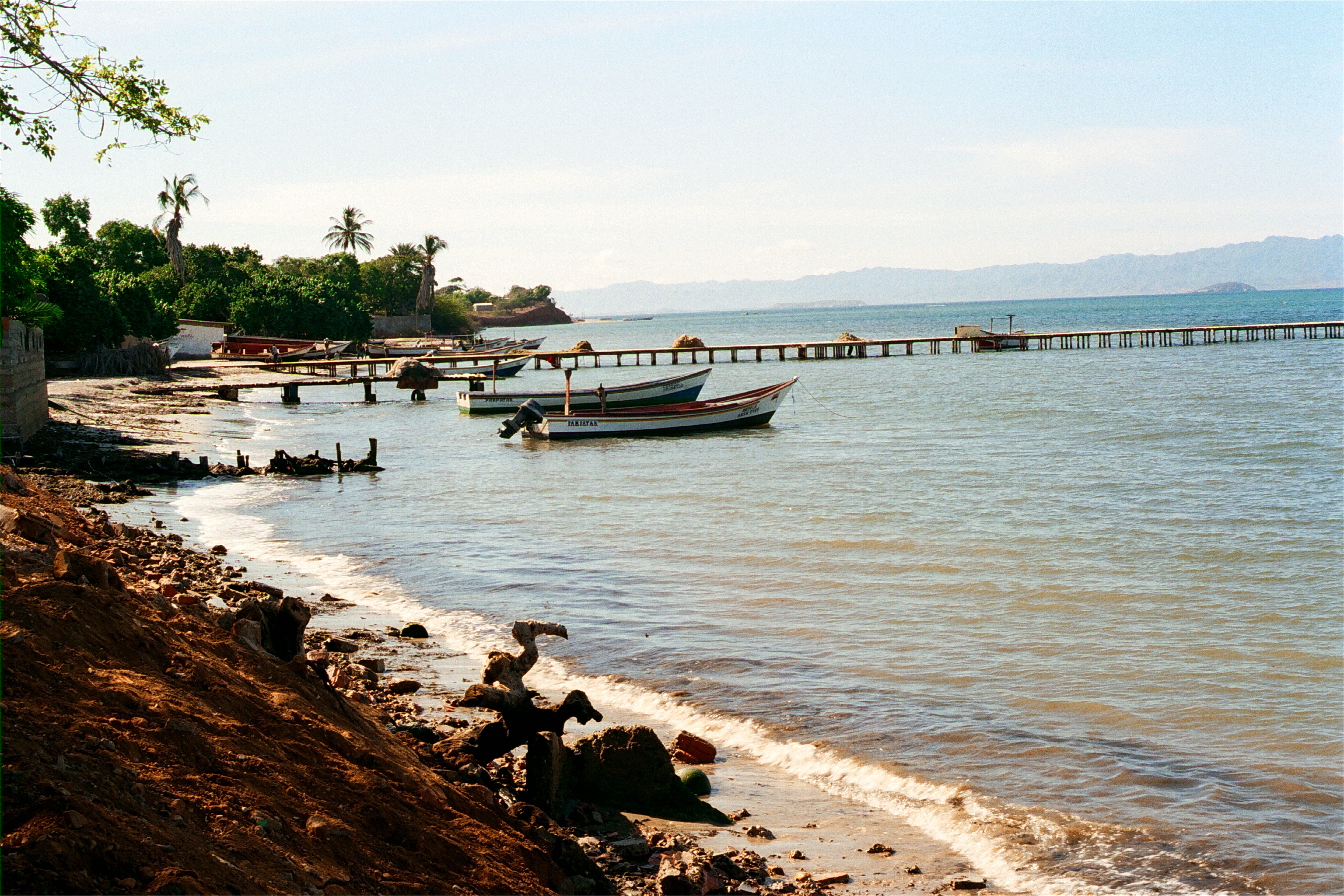
Bahía de Isla de Coche.

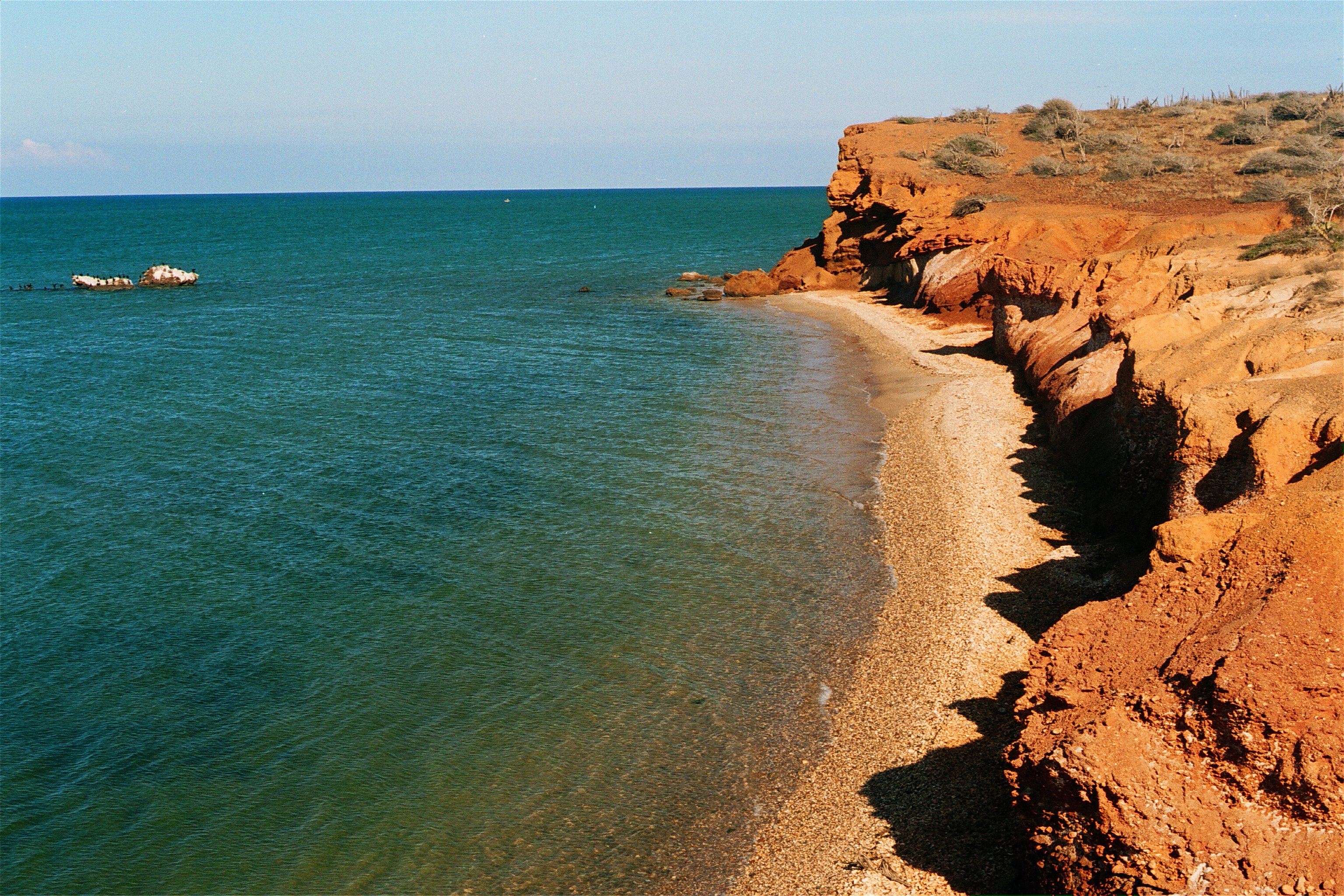
Playa El Amor.

La isla de Coche tiene 55 km² de superficie, se eleva a unos 60 metros sobre el nivel del mar en la costa septentrional y tiene 11 km de longitud (de E a O) y 6 de ancho (de N a S). Se trata de una plataforma con una topografía poco accidentada y de origen cretáceo. Por el litoral occidental se extienden salinas y arenales. Se trata de una especie de mesa con un relieve ondulado por la erosión y ligeramente inclinada de norte a sur. De hecho, la costa norte es acantilada, con unas hermosas formaciones de rocas de diversos colores que han sido cortadas a lo largo de una extensa falla, de la misma forma que sucede con el norte de Cubagua. No cuenta con corrientes permanentes de agua y ésta se ha de obtener de Tierra Firme a través del acueducto submarino de Margarita. 
Su población está concentrada en unos pocos caseríos situados en la costa meridional, especialmente en la capital del municipio (Municipio Villalba), San Pedro de Coche, en la Parroquia Vicente Fuentes. En Coche se encuentran también los pueblos de El Bichar, Güinima, El Amparo, El Guamache de Coche y La Uva, siendo este último, el único caserío (unos 70 habitantes en 1990) ubicado al norte de la isla.
El nombre de la isla proviene del término indígena coche, sinónimo de venado, abundante antes de la llegada de los conquistadores a la isla; así como conejos, estos últimos aún persisten. Con referencia a la Geología ver: "http://hdl.handle.net/10872/10169"
Entre los caseríos destaca el de Güinima, que tenía 1.023 habitantes en 1990. Una carretera recorre el litoral meridional de la isla y otra, por la costa norte, llega a una hermosa ermita de reciente construcción. En el litoral meridional está el puerto natural de El Bichar, medio cerrado por la punta Conejo; es de aguas poco profundas. La vegetación insular es sumamente pobre y eminentemente xerófila lo cual se debe a las escasas precipitaciones, que no alcanzan medias anuales de 300 mm., unido a la intensa insolación que da origen a un enorme déficit hídrico de unos 2.000 mm. anuales. La temperatura media es de 27,5 °C, atemperada por los alisios del NE que de hecho, actúan constantemente sobre la isla.

## Demografía
En 1950 censó 2.192 habitantes; en 1971, 2.753; en 1981, 5.976; en 1990, 7.204 y en 2001, 8.242, las estimaciones del instituto nacional de estadística para el 2010 proyectan unos 8.756 habitantes.

## Infraestructura

### Transporte

#### Transporte aéreo
Una de las carreteras se construyó para que pudiera usarse como aeropuerto de pequeñas aeronaves en caso de emergencia aunque, al parecer, ello no ha sido necesario. Cuenta además con el Aeropuerto Andrés Miguel Salazar Marcano que admite aeronaves de pequeño y mediano tamaño, y un muelle que recientemente fueron refaccionados.

#### Transporte marino
Existe un servicio de ferris desde la isla de Margarita (Punta de Piedras), dicho ferris opera intermitentemente afectando la economía de la isla, y de lanchas desde El Yaque y La Isleta. La Asociación de Transporte Marítimo de Pasajeros de La Isleta (Asotransmar) está encargada de los traslados de personas desde la isla de Choche hasta la isla de Margarita desde el Terminal de Lanchas La Isleta, municipio García.
De igual forma, existe la ruta Punta de Piedras – San Pedro de Coche, para el traslado de vehículos, la compañía encargada de realizar estos viajes es la empresa privada Naviarca.
Coche también posee el muelle de emergencia “Cap. Salomón Marín” y fue construido en 1965 por el capitán Salomón Marín. La estructura mide 31.5 metros de largo y 2.40 metros de ancho, construida en madera Puig, de 46 pilotines. Se rehabilitó en 2023 y está equipado con una lancha ambulancia con el fin de trasladar a pacientes y emergencias médicas de los locales.

### Servicios públicos
El servicio de aguas está a cargo la alcaldía del municipio Villalba y la empresa Hidrocaribe. Una de las problemáticas en los últimos años dentro de la isla es el desborde de aguas negras o residuales, por las diferentes calles. Para obtener agua potable, se surten por medio de una tubería submarina que parte desde el estado Sucre.
La electricidad es suministrada por medio de un cable submarino desde la Subestacién Eléctrica Chacopata, también en el estado Sucre. 

## Economía
La economía se basa en gran parte en la pesca, cuya producción se expide en parte fresca, o bien se sala en la misma isla mediante la sal que cuaja en las salinetas y que en otros tiempos se transportaba a Tierra Firme, conjuntamente con la de Araya. La explotación de las ostras, mejillones y otros moluscos ha dado origen a enormes montones de conchas. Existen caprinos en toda la isla con lo cual los pobladores se surten de leche, carne y pieles; estas últimas son objeto de comercio. San Pedro de Coche cuenta con servicio radiotelefónico. Se practica, así como en Guamache, la navegación de cabotaje. Depende de San Pedro la parroquia Vicente Fuentes. El turismo es ahora un recurso de creciente importancia que explota las magníficas condiciones ambientales de la isla.

### Turismo

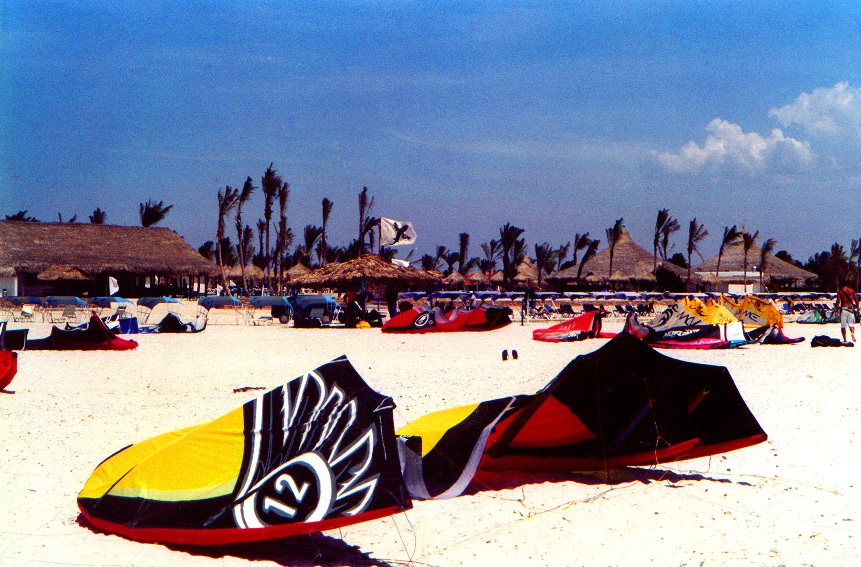
Al occidente de la isla las condiciones son óptimas para la práctica del windsurf, kitesurf y carros vela.

La isla de Coche tiene unas condiciones excepcionales para el turismo selectivo de calidad (no masivo). Al occidente de la isla las condiciones para la práctica del windsurfing y kiteboarding (vientos fuertes de más de 50 km/h con un mar sin olas) y de los Triciclos a vela o Sand Yacht pueden citarse entre las mejores del mundo. Puede verse el efecto de las brisas fuertes y continuadas en la escasa vegetación de la isla, como puede verse en la imagen de San Pedro de Coche. En las carreteras puede practicarse el ciclismo, naturalmente, con protección solar para evitar una insolación, dada la ausencia de nubes a lo largo de todo el año. La temperatura, aunque elevada, resulta agradable por la fresca brisa marina, teniendo en cuenta que esa brisa arrecia, precisamente, en las horas de más calor durante la tarde.
En la isla existen hoteles de gran calidad que ofrecen a los turistas todos los servicios necesarios para una grata estadía. Además, se ofrecen paseos y tours tanto acuáticos como terrestres. A efectos turísticos, la isla de Coche mantiene estrecha comunicación con la Isla de Margarita y con la tierra firme venezolana del Estado Sucre.
Entre los resorts y complejos hoteleros de la isla se encuentran:
- Paradise Coche
- Sunsol Punta Blanca
- Coche Village
- Brisas del Mar
- Posada el Bichalero
- Hotel el Balcón De Coche
- Posada Piedras Marinas